# Always (chanson de Johnny Hallyday)
Pour les articles homonymes, voir Always.
Singles de Johnny Hallyday
La Quête
(2006) Chavirer les foules
(2008)
Clip vidéo
[vidéo] « Always », sur YouTube
Always est une chanson de Johnny Hallyday issue de son album de 2007 Le Cœur d'un homme.
Le 2 novembre 2007, dix jours avant la sortie de l'album, la chanson est parue en single et s'est classée à la 2e place des ventes en France.

## Développement et composition
La chanson a été écrite par Didier Golemanas et Alain Goldstein. L'enregistrement a été produit par Yvan Cassar.

## Liste des pistes
Single digital — 24 septembre 2007, Warner Music France
1. Always (3:02)[2]

Single CD — 2 novembre 2007, Warner 505144245025
1. Always
2. Le Blues maudit[1]

## Classements
| Classement (2007) | Meilleure position |
| ----------------- | ------------------ |
| France (SNEP)     | 2                  |

## Autres versions
Pour l'édition espagnole de l'album Le Cœur d'un homme parue en 2009 Johnny Hallyday a enregistré cette chanson en espagnol sous le titre Siempre.